# Neotoma floridana
Neotoma floridana är en däggdjursart som först beskrevs av George Ord 1818.  Neotoma floridana ingår i släktet egentliga skogsråttor, och familjen hamsterartade gnagare. IUCN kategoriserar arten globalt som livskraftig.

## Utseende
Denna skogsråtta blir 34 till 43 cm lång, inklusive en 15 till 20 cm lång svans. Den väger 217 till 333 g och har en lång och mjuk päls på ovansidan. Vinterpälsen har på ovansidan en gråbrun till grå färg och kroppens sidor är täckt av gulaktig päls. Mellan våren och hösten har ovansidan en enhetlig brun färg. Undersidan och fötterna är hela året vit.
Ungarna är vid födelsen 87 till 96 mm långa och de väger 11 till 14 g. Efter 5 till 6 veckor byter de inom loppet av några dagar två gånger pälsen.

## Utbredning och habitat
Arten förekommer i centrala och sydöstra USA från South Dakota österut till Virginia och söderut till Mexikanska golfen. Den lever i skogar och andra områden med träd eller buskar som ofta ligger nära vattendrag. Neotoma floridana hittas ofta i träskmarker eller på marskland med tät växtlighet nära marken.

## Ekologi
Individerna bygger bon av kvistar, andra växtdelar och annan bråte som göms i trädens håligheter, under rötter, i täta buskar, i bergssprickor eller i övergivna byggnader. Ett näste som används flera år kan bli ganska stort. Vissa bon har en diameter av 0,45 till 1,25 meter och en höjd av 0,90 meter. Den centrala kammaren fodras med löv, bark och gräs. När det finns ett naturligt skydd ovanför har boet utgången ofta på toppen. I låga träd och i buskar finns vanligen ett tak på toppen. Neotoma floridana godkänner flera andra djur i boet som söker skydd, till exempel kaniner, vitfotad hjortråtta (Peromyscus leucopus), mindre ormar, paddor, salamandrar, spindlar och andra ryggradslösa djur. Arten har ofta en särskild plats där den lämnar avföring och urin. Ibland används toaletten av flera artfränder.
Neotoma floridana är nattaktiv och den syns sällan under skymningen eller gryningen. Arten stannar vid oönskade väderförhållanden i boet men den håller ingen vinterdvala. Födan utgörs av olika växtdelar som frukter, frön, rötter, svampar, blad, örter och unga växtskott.
Fortplantningstiden sträcker sig från våren till hösten och varierar lite beroende på utbredning. Honor kan ha två eller tre kullar per år med två till fyra ungar per kull. Dräktigheten uppskattas vara 33 till 39 dagar och sedan föds blinda ungar. De öppnar sina ögon efter 15 till 20 dagar och blir könsmogna innan de är ett år gamla. Livslängden i naturen är vanligen tre år.
Artens naturliga fiender är bland annat ormen Pantherophis obsoletus och långsvansad vessla.

## Underarter
Arten delas in i följande underarter:
- N. f. floridana
- N. f. smalli

## Bildgalleri

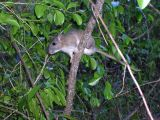